# Cratere Crüger
Crüger è un cratere lunare di 45,94 km situato nella parte sud-occidentale della faccia visibile della Luna, a nord-est del più grande cratere Darwin.
La caratteristica più evidente di questo cratere è l'interno assai scuro, che risulta avere una delle albedo più basse di tutta la Luna. Il pianoro interno è stato coperto da una colata di lava basaltica, e successivamente esposto solo ad una minima modifica da erosione diretta o da materiale scagliato da impatti successivi. Il pianoro interno si presenta privo di caratteristiche, a parte un paio di minuscoli crateri, con il maggiore vicino al centro. Il bordo esterno è basso e di forma circolare, e non presenta segni di erosione.
Il cratere è dedicato al matematico ed astronomo tedesco Peter Crüger.

## Crateri correlati
Alcuni crateri minori situati in prossimità di Crüger sono convenzionalmente identificati, sulle mappe lunari, attraverso una lettera associata al nome.
| Crüger | Coordinate            | Diametro (in km) |
| ------ | --------------------- | ---------------- |
| A      | 16°00′36″S 62°51′00″W | 24,89            |
| B      | 17°12′00″S 71°46′48″W | 12,95            |
| C      | 16°51′00″S 62°01′48″W | 12,12            |
| D      | 15°19′48″S 64°39′00″W | 12,51            |
| E      | 17°31′48″S 65°20′24″W | 14,85            |
| F      | 14°10′48″S 64°28′12″W | 8,47             |
| G      | 17°53′24″S 68°04′12″W | 7,94             |
| H      | 18°00′36″S 65°21′00″W | 6,9              |